# 金融安定化フォーラム
金融安定化フォーラム（きんゆうあんていかフォーラム、英語：Financial Stability Forum、略称：FSF）とは、アジア通貨危機やロシア金融危機の経験等を踏まえ、1999年2月のG7ボン会合において設立が決定された国際的なフォーラムである。2009年に後継の機関として金融安定理事会が発足した。

## 概要

### 設置目的
- 各国の財務省、中央銀行、金融監督当局および国際機関、基準設定機関の情報交換促進。
- 金融市場の監督・サーベイランスに関する国際協力の強化による国際金融の安定。

### メンバー
- G7の財務省、中央銀行、金融監督当局
- オランダ、スイス、オーストラリア、香港、シンガポールの各中央銀行
- 国際通貨基金、世界銀行、経済協力開発機構、国際決済銀行、バーゼル銀行監督委員会などの国際機関、基準設定機関。

### 議長
マリオ・ドラギ（イタリア銀行総裁）

### 事務局
国際決済銀行（所在地：スイス・バーゼル）